# Hard Reset
Hard Reset – gra komputerowa z gatunku first-person shooter osadzona w realiach cyberpunkowych, wyprodukowana i wydana przez polskie studio Flying Wild Hog w 2011 roku.
W grudniu 2011 roku zapowiedziano edycję rozszerzoną Hard Reset, która pojawiła się zarówno w wersji pudełkowej, jak i cyfrowej. Wydanie zawiera zawartość do pobrania Exile, czyli pięć nowych poziomów w kampanii dla pojedynczego gracza, które przedłużają ją o około dwie godziny, czterech nowych przeciwników i jednego bossa, a także poprawki oprawy graficznej oraz dwa nowe poziomy w trybie przetrwania. Jej premiera nastąpiła w maju 2012 roku.